# Quercus pontica
Espèce
Classification phylogénétique
Le Chêne d'Arménie ou Chêne du Pontin (Quercus pontica) est une espèce de chêne originaire de l'ouest des montagnes du Caucase et du nord est de la Turquie. Il pousse entre 1 300 et 2 100 m d'altitude.
C'est un petit arbre ou arbuste caduc de 6 à 10m de haut.
Il est parfois planté comme arbre ornemental dans le nord de l'Europe.
Il appartient à la section Mesobalanus tout comme le chêne tauzin (voir Classification des chênes)